# Décès en octobre 1987
Décès
- 1983
- 1984
- 1985
- 1986
- 1987
- 1988
- 1989
- 1990
- 1991

Pour une information complémentaire, voir la page d'aide.

| Date        | Nom                   | Activités                                                                                 | Âge | Source |
| ----------- | --------------------- | ----------------------------------------------------------------------------------------- | --- | ------ |
| 1er octobre | István Palotás        | Footballeur international hongrois devenu entraîneur                                      | 79  |        |
| 3 octobre   | Jean Anouilh          | écrivain français                                                                         | 77  |        |
| 8 octobre   | Louise-Denise Damasse | peintre portraitiste et résistante française                                              | 86  |        |
| 8 octobre   | Paul Winter           | chef des Forces françaises de l'intérieur du Haut-Rhin pendant la Seconde Guerre mondiale | 83  |        |
| 14 octobre  | Rodolfo Halffter      | compositeur espagnol naturalisé mexicain                                                  | 86  |        |
| 15 octobre  | Thomas Sankara        | président du Burkina Faso                                                                 | 37  |        |
| 22 octobre  | Lino Ventura          | acteur franco-italie                                                                      | 68  |        |
| 23 octobre  | Jimmy Mullen          | footballeur international anglais                                                         | 64  |        |
| 23 octobre  | Alejandro Scopelli    | international argentin et italien devenu entraîneur et sélectionneur du Chili             | 79  |        |
| 25 octobre  | Pascal Jules          | coureur cycliste français                                                                 | 26  |        |
| 27 octobre  | Jean Hélion           | peintre et graveur français                                                               | 83  |        |
| 27 octobre  | Mario Siciliano       | scénariste, réalisateur et producteur de cinéma italien                                   | 62  |        |
| 28 octobre  | André Masson          | peintre, graveur, illustrateur et décorateur de théâtre français                          | 91  |        |